# Русый, Михаил Иванович
Михаи́л Ива́нович Ру́сый (бел. Міхаіл Іванавіч Ру́сы, род. 23 ноября 1954, д. Воронино, Житковичский район, Гомельская область, Белорусская ССР, СССР) — белорусский политический и государственный деятель, председатель Белорусской аграрной партии, ранее занимал должности заместителя премьер-министра Белоруссии, депутата Палаты представителей, министра сельского хозяйства.

## Биография
Михаил Русый родился 23 ноября 1954 года в деревне Воронино (Гомельская область, БССР).
Окончил Белорусскую сельскохозяйственную академию (1977), Минскую высшую партийную школу (1989). Служил в рядах Советской армии.
В 1977—1983 годах работал в колхозе имени Ленина Житковичского района главным агрономом, заместителем председателя, председателем колхоза.
В 1983—1985 годах был первым заместителем председателя Кормянского райисполкома, начальником управления сельского хозяйства. В 1985—1987 годах являлся секретарём Кормянского райкома Коммунистической партии Белоруссии. В 1987—1991 годах — инструктором ЦК КПБ, первым секретарём Столбцовского районного комитета КПБ.
В 1991—1994 годах — председатель Комитета по земельной реформе и землеустройству при Совете министров Республики Беларусь. С 27 октября 1994 года занимал должность министра природных ресурсов и охраны окружающей среды Республики Беларусь. С 6 февраля 2001 года — министр сельского хозяйства и продовольствия.
Приказом Президента Республики Беларусь № 303 от 10 июля 2003 года освобождён от должности министра сельского хозяйства и продовольствия с формулировкой «за невыполнение поручений главы государства об обеспечении полной и своевременной выплаты заработной платы работникам агропромышленного комплекса республики и погашении задолженности перед населением и сельскохозяйственными организациями за сданную сельскохозяйственную продукцию, а также за фальсификацию отчётных данных по этим вопросам».
В 2003—2004 годах являлся советником отделения посольства Беларуси в России (Санкт-Петербург).
16 ноября 2004 года назначен председателем Постоянной комиссии Палаты представителей Национального собрания Республики Беларусь по аграрным вопросам. 15 марта 2008 года был избран председателем Аграрной партии вместо Михаила Шиманского. За него проголосовало 100 % делегатов на V съезде партии.
На парламентских выборах 2008 года баллотировался от Житковичей и одержал победу на избирательном округе.
Работал председателем Постоянной комиссии Палаты представителей Национального собрания Беларуси по проблемам чернобыльской катастрофы, экологии и природопользованию.
10 апреля 2012 назначен заместителем Премьер-министра Республики Беларусь. 16 октября 2015 года постановлением Совета Министров № 870 в составе Правительства сложил свои полномочия перед вновь избранным Президентом Республики Беларусь.
В августе 2018 Михаил Русый стал единственным вице-премьером, который остался на посту во время большой правительственной перестановки.
Однако 2018 год выдался для него непростым: президент Лукашенко раскритиковал аграрную деятельность Русого в производстве льна, отметив недостаточное внимание к вопросу руководства областей, и предупредил, что от решения этого вопроса в 2019 году зависит дальнейшая судьба вице-премьера. 27 марта 2019 года Михаил Русый был освобождён от должности заместителя премьер-министра Беларуси после рабочей поездки Президента в Шкловский район Могилёвской области.
1 апреля 2019 года Президент Беларуси Александр Лукашенко принял решение направить Русого на должность помощника Президента — инспектора по Могилёвской области.
В декабре 2019 года Русый был назначен Президентом в состав Совета Республики 7-го созыва. 11 декабря 2019 года освобождён от должности помощника Президента Республики Беларусь — инспектора по Могилевской области.

## Семья
Женат, имеет двух дочерей.

## Награды
- Орден Почёта.
- Заслуженный работник сельского хозяйства Республики Беларусь (18 марта 2024 года)  — за плодотворную государственную и общественную деятельность, значительный личный вклад в развитие законодательства и парламентаризма[11].
- Почётная грамота Национального собрания Республики Беларусь (4 февраля 2008 года) — за вклад в развитие законодательства и парламентаризма и большой вклад в реализацию социальной политики Республики Беларусь[12].
- Почётная грамота Совета Министров Республики Беларусь.
- Юбилейная медаль «МПА СНГ. 25 лет» (13 октября 2017 года) — за заслуги в деле развития и укрепления парламентаризма, за вклад в развитие и совершенствование правовых основ функционирования Содружества Независимых Государств, укрепление международных связей и межпарламентского сотрудничества[13].
- Грамота Содружества Независимых Государств (5 декабря 2012 года) — за активную работу по укреплению и развитию Содружества Независимых Государств[14].